# Roger Shah
Roger Shah, ook bekend als DJ Shah of Sunlounger, is een Duits elektronisch componist en producer.
Roger Shah is geboren in Esslingen am Neckar in Zuid-Duitsland. Hij is de zoon van een Duitse moeder en een Pakistaanse vader. Zijn broer heet Pedro del Mar, ook een trance-dj. Zij zijn de gastheren van een tweewekelijkse vocal-tranceshow genaamd Mellomania. DJ Shah bracht voor het eerst producties uit in zijn geboorteland. In 1999 werden de nummers 'Claps', 'The Mission' en 'Tides of Time' een hit. In 2003 werd de track 'High' uitgebracht door Virgin Records met als opdruk Nebula. Dit betekende ook zijn eerste buitenlandse release en in de loop van de komende vijf jaar was hij gesigneerd voor zijn producties voor een reeks van trancelabels - zoals Anjunabeats, Vandit Records en Black Hole Recordings. Hij werkte in 2004 samen met de groep York aan de dubbelsingle Sunset Road / Dead Drummer. In 2006 maakt hij Beautiful samen met Jan Johnston. Met Signum maakt hij de singles Healesville Sanctuary (2009) en Ancient World (2011).